# Micracanthia husseyi
Micracanthia husseyi är en insektsart som beskrevs av Drake och Chapman 1952. Micracanthia husseyi ingår i släktet Micracanthia och familjen strandskinnbaggar. Inga underarter finns listade i Catalogue of Life.